# Papinsaari (ö i Finland, Birkaland, Övre Birkaland, lat 62,02, long 23,87)
Papinsaari är en ö i Finland. Den ligger i sjön Pikku Saarijärvi och i kommunen Ruovesi i den ekonomiska regionen  Övre Birkalands ekonomiska region  och landskapet Birkaland, i den södra delen av landet, 210 km norr om huvudstaden Helsingfors. Öns area är omkring 910 kvadratmeter och dess största längd är 50 meter i öst-västlig riktning.